# Ортли (Јужна Дакота)
Ортли (енгл. Ortley) град је у америчкој савезној држави Јужна Дакота.

## Демографија
По попису из 2010. године број становника је 65, што је 11 (20,4%) становника више него 2000. године.
| Група             | 2000.      | 2010.      |
| Белци             | 46 (85,2%) | 55 (84,6%) |
| Афроамериканци    | 0 (0,0%)   | 0 (0,0%)   |
| Азијати           | 0 (0,0%)   | 0 (0,0%)   |
| Хиспаноамериканци | 0 (0,0%)   | 0 (0,0%)   |
| Укупно            | 54         | 65         |